# Хопёрка
Хопёрка — село в Мордовском районе Тамбовской области России. Входит в Шульгинский сельсовет.

## География
Деревня находится в юго-западной части региона, в лесостепной зоне, в пределах Окско-Донской низменной равнины, на берегах реки Плоскуша, возле деревни Николаевка, урочищ Ивановка, Ильинка, в 23 км к северу от райцентра, посёлка городского типа (рабочего посёлка) Мордово, и в 64 км к юго-западу от центра города Тамбова..

### Климат
Климат умеренно континентальный, относительно сухой, с холодной продолжительной зимой и тёплым летом. Средняя температура воздуха самого холодного месяца (января) — − −10,6 °C (абсолютный минимум — −39 °C); самого тёплого месяца (июля) — 20,6 °C (абсолютный максимум — 40 °С). Продолжительность периода с положительной температурой колеблется от 145 до 150 дней. Среднегодовое количество атмосферных осадков составляет 450—475 мм, из которых большая часть выпадает в тёплый период. Снежный покров держится в течение 135 дней.

## Население
| 2002 | 2010 |
| ---- | ---- |
| 260  | ↘204 |

Согласно результатам переписи 2002 года, в национальной структуре населения русские составляли 97 % от общего числа жителей.

## Инфраструктура
Основа экономики — сельское хозяйство. Личное подсобное хозяйство.

## Транспорт
Просёлочные дороги.